# The Rank Organisation
Pour les articles homonymes, voir Rank.
The Rank Organisation est une société anglaise spécialisée dans le divertissement. Elle fut fondée en 1937, et absorbée en 1996 par The Rank Group Plc. Sa division cinéma a distribué pendant de nombreuses années les films d'Universal au Royaume-Uni.
La société est surtout connue pour sa participation au cinéma britannique dans les années 1930 et 1940 avec plusieurs studios de tournages et plusieurs chaînes de salles de cinéma.

## Historique

### 1935-1948: Genèse, croissance et apogée
En 1935, J. Arthur Rank se lance dans la production cinématographique et achète un terrain dans le Comté du Buckinghamshire près de Londres qu'il transforme en studio de cinéma. Les Pinewood Studios sont inaugurés le 30 septembre 1936.
En 1937, la salle de spectacle Leicester Square Theatre est achetée par J. Arthur Rank et devient la première salle de la chaîne Odeon Cinemas. La même année, J. Arthur Rank souhaite consolider tous ses intérêts dans l'industrie cinématographique et crée The Rank Organisation.
En 1938, la société achète plusieurs autres salles de cinéma, celles détenues par Odeon Cinemas. De même elle achète la société de production Amalgamated Studios (ou MGM-British Studios (en)) basée à Elstree dans les Denham Film Studios. Elle s'associe au producteur italien Filippo Del Giudice pour fonder la Two Cities Films.
En 1939, la société regroupe ses intérêts à la fois dans les Pinewood Film Studios et les Denham Film Studios distant de 4 milles (6 km) sous une même entité les D&P Studios. La société London Film Productions de Korda qui utilise les studios de Denham fait aussi partie de la réorganisation.
En 1941, Rank achète la Gaumont British Picture Corporation dont ses 251 salles de cinéma et les Lime Grove Studios. De même la Gainsborough Pictures est achetée par Rank.
En 1942, Rank achète la filiale britannique de United Paramount Theatres ce qui porte à 619 le nombre de salles de cinémas détenus par Rank.
En 1944, la société achète les Ealing Studios. En parallèle, Rank contacte en tant que producteur du studio Two Cities Films, le compositeur Toots Camarata et lui demande d'écrire la bande originale de London Town mais aussi de l'aider à fonder le label London Records.
En 1946, Rank s'associe avec Arthur Kim pour distribuer des films aux États-Unis en créant la société Eagle-Lion Films.
En 1947, la société américaine Metro-Goldwyn-Mayer achète la société Amalgamated Studios qu'elle rebaptise MGM-British Studios.

### 1949-1970: Crise et diversification

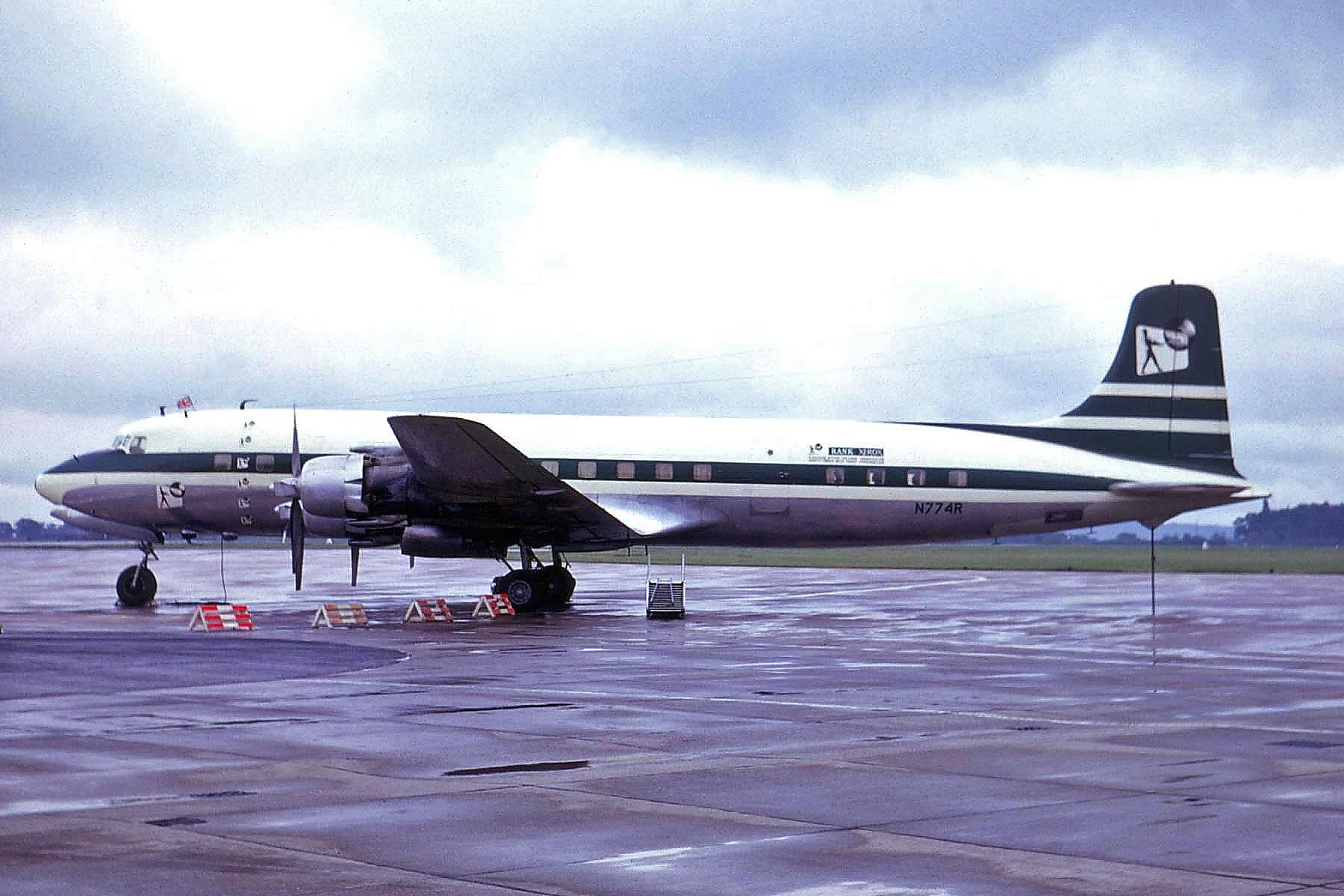
Un Douglas DC-7 aux couleurs de la Rank Organisation avec le logo de la compagnie, un homme frappant un gong le 25 juin 1966.

En 1949, Rank revend les Lime Grove Studios à la British Broadcasting Corporation mais achète la société radiophonique Bush.
En 1956, Rank et Xerox crée une entreprise commune, la Rank Xerox pour l'Europe, l'Afrique et l'Asie.
En 1962, J. Arthur Rank prend sa retraite et laisse la place à John Davis, directeur opérationnel de la société depuis 1948.

## Filmographie
- 1943 : PH contre Gestapo (The Silver Fleet) de Vernon Sewell et Gordon Wellesley
- 1944 : Bees in Paradise de Val Guest
- 1944 : The Tawny Pipit de Bernard Miles et Charles Saunders
- 1945 : Je sais où je vais ("I Know Where I'm Going !") de Michael Powell et Emeric Pressburger
- 1946 : This Modern Age (court-métrage documentaire)
- 1946 : London folies (London Town) de Wesley Ruggles
- 1948 : Le Mystère du camp 27 (Portrait from Life) de Terence Fisher
- 1948 : The Fool and the Princess de William C. Hammond
- 1948 : One Night with You de Terence Young
- 1948 : Les Jeux olympiques 1948 (XIV Olympiad : The Glory of Sport) de Castleton Knight (documentaire)
- 1948 : It's Hard to Be Good (en) de Jeffrey Dell
- 1949 : Égarement (The Astonished Heart) d'Antony Darnborough et Terence Fisher
- 1950 : The Riddle of Japan (court-métrage documentaire)
- 1950 : Prelude to Fame de Fergus McDonell
- 1950 : The Rocking Horse Winner d'Anthony Pelissier
- 1950 : La Cage d'or (Cage of Gold) de Basil Dearden
- 1950 : L'Aimant (The Magnet) de Charles Frend
- 1951 : La Fille aux papillons (The Clouded Yellow) de Ralph Thomas
- 1951 : Quand les vautours ne volent plus (Where No Vultures Fly) de Harry Watt
- 1952 : The Long Memory de Robert Hamer
- 1952 : His Excellency de Robert Hamer
- 1952 : Curtain Up de Ralph Smart
- 1952 : Trois Dames et un as (The Card) de Ronald Neame
- 1952 : Enquête à Venise (Venetian Bird) de Ralph Thomas
- 1953 : Voyage royal (A Queen's World Tour) d'Oxley Hughan (documentaire)
- 1953 : Une reine est couronnée (A Queen Is Crowned) (documentaire)
- 1954 : Up to His Neck de John Paddy Carstairs
- 1954 : Royal Symphony (court-métrage documentaire)
- 1954 : Royal New Zealand Journey d'Oxley Hughan (documentaire)
- 1954 : John Wesley de Norman Walker
- 1954 : Roméo et Juliette (Romeo and Juliet) de Renato Castellani
- 1954 : Lease of Life de Charles Frend
- 1955 : Ce que chat veut (Touch and Go) de Michael Truman
- 1955 : An Alligator Named Daisy de J. Lee Thompson
- 1955 : All for Mary de Wendy Toye
- 1955 : Tueurs de dames (The Ladykillers) d'Alexander Mackendrick
- 1956 : Up in the World de John Paddy Carstairs
- 1956 : La Page arrachée (Lost) de Guy Green
- 1956 : Jumping for Joy de John Paddy Carstairs
- 1956 : Ma vie commence en Malaisie (A Town Like Alice) de Jack Lee
- 1956 : Le Secret des tentes noires (The Black Tent) de Brian Desmond Hurst
- 1956 : Eyewitness de Muriel Box
- 1956 : La Maison des secrets (House of Secrets) de Guy Green
- 1956 : Tiger in the Smoke de Roy Ward Baker
- 1956 : Le Jardinier espagnol (The Spanish Gardener) de Philip Leacock
- 1956 : Checkpoint de Ralph Thomas
- 1957 : There's Always a Thursday de Charles Saunders
- 1957 : Rockets Galore! de Michael Relph
- 1957 : Un yacht nommé Tortue (True as a Turtle) de Wendy Toye
- 1957 : Intelligence Service (Ill Met by Moonlight) de Michael Powell et Emeric Pressburger
- 1957 : L'Évadé du camp 1 (The One That Got Away) de Roy Ward Baker
- 1957 : Faux Policiers (The Secret Place) de Clive Donner
- 1957 : Toubib en liberté (Doctor at Large) de Ralph Thomas
- 1957 : High Tide at Noon de Philip Leacock
- 1957 : Miracle in Soho de Julian Amyes
- 1957 : Train d'enfer (Hell Drivers) de Cy Endfield
- 1957 : Frontière dangereuse (Across the Bridge) de Ken Annakin
- 1957 : La Vallée de l'or noir (Campbell's Kingdom) de Ralph Thomas
- 1957 : À main armée (Robbery Under Arms) de Jack Lee
- 1957 : C'est bien ma veine (Just My Luck) de John Paddy Carstairs
- 1957 : Alerte en Extrême-Orient (Windom's Way) de Ronald Neame
- 1958 : Un parachute pour M. Pitkin (The Square Peg) de John Paddy Carstairs
- 1958 : Violent Playground de Basil Dearden
- 1958 : Gipsy (The Gypsy and the Gentleman) de Joseph Losey
- 1958 : Sous la terreur (A Tale of Two Cities) de Ralph Thomas
- 1958 : Innocent Sinners de Philip Leacock
- 1958 : In the Pocket (The Big Money) de John Paddy Carstairs
- 1958 : Le vent ne sait pas lire (The Wind Cannot Read) de Ralph Thomas
- 1958 : Atlantique, latitude 41° (A Night to Remember) de Roy Ward Baker
- 1958 : Passionate Summer de Rudolph Cartier
- 1958 : Nor the Moon by Night de Ken Annakin
- 1959 : Aux frontières des Indes (North West Frontier) de J. Lee Thompson
- 1959 : Follow a Star de Robert Asher
- 1959 : The Captain's Table de Jack Lee
- 1959 : Opération Amsterdam (Operation Amsterdam) de Michael McCarthy
- 1959 : Les 39 Marches (The 39 Steps) de Ralph Thomas
- 1959 : Froid dans le dos (Floods of Fear) de Charles Crichton
- 1959 : Opération Scotland Yard (Sapphire) de Basil Dearden
- 1959 : Interpol Calling de Robert Lynn, Bill Lewthwaite, Charles Frend et C.M. Pennington-Richards (série tv)
- 1959 : La Lorelei brune (Whirlpool) de Lewis Allen
- 1959 : Entrée de service (Upstairs and Downstairs) de Ralph Thomas
- 1959 : SOS Pacific de Guy Green
- 1960 : Les Conspiratrices (Conspiracy of Hearts) de Ralph Thomas
- 1960 : Doctor in Love de Ralph Thomas
- 1960 : Make Mine Mink de Robert Asher
- 1960 : The Royal Ballet de Paul Czinner
- 1960 : The Bulldog Breed de Robert Asher
- 1961 : In the Doghouse de Darcy Conyers
- 1961 : Le Cavalier noir (The Singer Not the Song) de Roy Ward Baker
- 1961 : No My Darling Daughter de Ralph Thomas
- 1961 : Le Cid (El Cid) d'Anthony Mann
- 1962 : Stranglehold de Lawrence Huntington
- 1962 : On the Beat de Robert Asher
- 1962 : All Night Long (Tout au long de la nuit) de Basil Dearden
- 1962 : Le Chevalier à la rose (Der Rosenkavalier) de Paul Czinner
- 1962 : A Pair of Briefs de Ralph Thomas
- 1962 : The Wild and the Willing de Ralph Thomas
- 1963 : Docteur ne coupez pas (A Stitch in Time) de Robert Asher
- 1963 : Docteur en détresse (Doctor in Distress) de Ralph Thomas
- 1963 : 80,000 Suspects de Val Guest
- 1963 : An Evening with the Royal Ballet d'Anthony Asquith et Anthony Havelock-Allan (documentaire)
- 1963 : L'Indic (The Informers) de Ken Annakin
- 1964 : The Beauty Jungle de Val Guest
- 1964 : Father Came Too ! de Peter Graham Scott
- 1964 : X Treize, agent secret (Hot Enough for June) de Ralph Thomas
- 1964 : La Chute de l'empire romain (The Fall of the Roman Empire) d'Anthony Mann
- 1964 : Dernière mission à Nicosie (The High Bright Sun) de Ralph Thomas
- 1965 : The Intelligence Men de Robert Asher
- 1965 : Ipcress - Danger immédiat (The Ipcress File) de Sidney J. Furie
- 1965 : I Was Happy Here de Desmond Davis
- 1965 : The Early Bird de Robert Asher
- 1966 : Sky West and Crooked de John Mills
- 1966 : Doctor in Clover de Ralph Thomas
- 1966 : That Riviera Touch de Cliff Owen
- 1966 : Press for Time de Robert Asher
- 1966 : La Grande Vadrouille de Gérard Oury
- 1966 : Le Secret du rapport Quiller (The Quiller Memorandum) de Michael Anderson
- 1967 : Palaces of a Queen de Michael Ingrams (documentaire)
- 1967 : The Magnificent Two de Cliff Owen
- 1967 : Les Turbans rouges (The Long Duel) de Ken Annakin
- 1967 : Carry on Doctor de Gerald Thomas
- 1968 : Mandat d'arrêt (Nobody Runs Forever) de Ralph Thomas
- 1968 : Carry On... Up the Khyber de Gerald Thomas
- 1969 : L'Ange et le Démon (Twinky) de Richard Donner
- 1969 : Les Cinglés du camping (Carry on Camping) de Gerald Thomas
- 1969 : Subterfuge de Peter Graham Scott
- 1969 : Ring of Bright Water de Jack Couffer
- 1969 : Some Girls Do de Ralph Thomas
- 1969 : The Royal Hunt of the Sun d'Irving Lerner
- 1969 : Carry on Again Doctor de Gerald Thomas
- 1970 : Football à Mexico (The World at Their Feet) d'Alberto Isaac (documentaire)
- 1970 : Carry on Up the Jungle de Gerald Thomas
- 1970 : Doctor in Trouble de Ralph Thomas
- 1970 : Carry on Loving de Gerald Thomas
- 1971 : Please Sir ! de Mark Stuart
- 1971 : Carry on Henry de Gerald Thomas
- 1971 : Les Sévices de Dracula (Twins of Evil) de John Hough
- 1971 : Carry on at Your Convenience de Gerald Thomas
- 1972 : That's Your Funeral de John Robins
- 1972 : Rentadick de Jim Clark
- 1972 : Prelude de Michael Robson (court-métrage)
- 1972 : Bless This House de Gerald Thomas
- 1972 : Antoine et Cléopâtre (Antony and Cleopatra) de Charlton Heston
- 1972 : Carry on Matron de Gerald Thomas
- 1972 : Go for a Take de Harry Booth
- 1972 : Carry on Abroad de Gerald Thomas
- 1973 : Nothing But the Night de Peter Sasdy
- 1973 : The Belstone Fox de James Hill
- 1973 : Carry on Girls de Gerald Thomas
- 1974 : Mortelle rencontre (Deadly Strangers) de Sidney Hayers
- 1974 : Carry on Dick de Gerald Thomas
- 1975 : Carry on Behind de Gerald Thomas
- 1976 : Bugsy Malone d'Alan Parker
- 1976 : Carry On England de Gerald Thomas
- 1977 : Wombling Free de Lionel Jeffries
- 1977 : To See Such Fun de Jon Scoffield (documentaire)
- 1977 : That's Carry On de Gerald Thomas
- 1977 : Age of Innocence d'Alan Bridges
- 1977 : The Uncanny de Denis Héroux
- 1977 : Le Choix du destin (Soldaat van Oranje) de Paul Verhoeven
- 1978 : Les 39 Marches (The Thirty Nine Steps) de Don Sharp
- 1978 : Le Cri du sorcier (The Shout) de Jerzy Skolimowski
- 1978 : Le Jeu de la puissance (Power Play) de Martyn Burke
- 1979 : Le Mystère des Sables de Tony Maylam
- 1980 : La Guerre des motos (Silver Dream Racer) de David Wickes
- 1980 : Enquête sur une passion (Bad Timing) de Nicolas Roeg
- 1984 : L'Étrangère (Secret Places) de Zelda Barron
- 1985 : Defence of the Realm de David Drury
- 1986 : The Girl in the Picture de Cary Parker
- 1989 : Wilt de Michael Tuchner
- 1989 : Dealers de Colin Bucksey
- 1989 : Welcome Home de Franklin J. Schaffner
- 1990 : The King of New York (King of New York) d'Abel Ferrara
- 1990 : Étrange Séduction (The Comfort of Strangers) de Paul Schrader
- 1990 : Les Anges de la nuit (State of Grace) de Phil Joanou
- 1991 : Missing Pieces de Leonard Stern
- 1991 : Faute de preuves (Under Suspicion) de Simon Moore
- 1992 : Ruby de John Mackenzie
- 1992 : Ballroom Dancing (Strictly Ballroom) de Baz Luhrmann
- 1992 : Bob Roberts de Tim Robbins
- 1992 : Just Like a Woman de Christopher Monger
- 1994 : Widows' Peak de John Irvin
- 1995 : Le Cercle des amies (Circle of Friends) de Pat O'Connor
- 1995 : Prête à tout (To Die For) de Gus Van Sant
- 1995 : Dr. Jekyll et Ms. Hyde de David Price
- 1996 : ABC Afterschool Specials épisode # 24.3 Just Chill de Lorna Davis (tv)
- 1996 : Getting Away with Murder de Harvey Miller
- 1996 : Vengeance froide (Heaven's Prisoners) de Phil Joanou
- 1996 : The Stupids de John Landis
- 1997 : 8 Heads in a Duffel Bag de Tom Schulman
- 1997 : Best Men de Tamra Davis
- 1997 : Lawn Dogs de John Duigan